# الهندوسية في السويد
تعد الهندوسية من الديانات الصغيرة في السويد حيث يبلغ عدد الهندوس ما بين 7,000 إلى 10,000 عام 2005. ويعود تاريخ الهنوسية في البلاد إلى هجرة بعض الطلاب الهنود إلى السويد خلال خمسينيات القرن العشرين. وجاءت مجموعة أخرى من الهنود من أوغندا خلال السبعينيات. وسعى بعض الهنود للحصول على حق اللجوء السياسي بعد عام 1984 ومنِحوا هذا الحق. تعد الجالية الهندية نشطة ثقافياً للغاية. وتقيم مختلف الجمعيات المتواجدة فعاليات ثقافية وتحتفل بالأيام الوطنية. وتتنوع الأصول التي ينحدر منها الهندوس فمنهم 2000 من أصول تاميلية وبعضهم الآخر من أصول بنغالية وتعود أصول غيرهم إلى مناطق أخرى من الهند وغيرها. وتوجد عدة معابد في السويد بعضها يتبع لحركة هاري كريشنا؛ فهناك معابد في ستوكهولم ومارياستاد وغيرها من المدن.

## المنظمات الهندوسية
- الرابطة الهندوسية البنغالية.
- الاتحاد الهندوسي بمدينة يونشوبينغ.
- جمعية ستوكهولم الكنادية.

## وصلات خارجية
- المنظمات الهندوسية في السويد